# Halowe Mistrzostwa Grecji w Lekkoatletyce 2011
25. Halowe Mistrzostwa Grecji w Lekkoatletyce – zawody lekkoatletyczne, które odbyły się 19 i 20 lutego 2011 w Peanii.

## Rezultaty

### Mężczyźni
| Konkurencja:              | 1. miejsce             | Rezultat      |
| Bieg na 60 m              | Ággelos Aggelákis      | 6,69 SB       |
| Bieg na 400 m             | Sotírios Iakovákis     | 48,79 PB      |
| Bieg na 800 m             | Konstadínos Nakópoulos | 1:49,78       |
| Bieg na 1500 m            | Andréas Dimitrákis     | 3:47,92 PB    |
| Bieg na 3000 m            | Dímos Maggínas         | 8:24,48 SB    |
| Bieg na 60 m przez płotki | Nikólaos Saisanás      | 7,95 PB       |
| Skok wzwyż                | Konstandinos Baniotis  | 2,27          |
| Skok o tyczce             | Konstandinos Filipidis | 5,72 NR PB    |
| Skok w dal                | Luis Tsatumas          | 8,21 WL NR PB |
| Trójskok                  | Dimitrios Tsiamis      | 17,06 SB      |
| Pchnięcie kulą            | Mihaíl Stamatóyiannis  | 19,02         |
| Siedmiobój                | Andréas Tsoúkalis      | 5546 pkt. PB  |

### Kobiety
| Konkurencja:              | 1. miejsce             | Rezultat       |
| Bieg na 60 m              | Yeoryía Koklóni        | 7,27 SB        |
| Bieg na 400 m             | Agní Dervéni           | 54,95 PB       |
| Bieg na 800 m             | Eléni Filándra         | 2:00,04        |
| Bieg na 1500 m            | María Pánou            | 4:23,08 PB     |
| Bieg na 3000 m            | Anastasía Karakatsáni  | 9:32,33 NJR PB |
| Bieg na 60 m przez płotki | Dimitra Arachoviti     | 8,36           |
| Skok wzwyż                | Adonía Steryíou        | 1,86 SB        |
| Skok o tyczce             | Nikoléta Kiriakopoúlou | 4,55 NR PB     |
| Skok w dal                | María-Eléni Kafoúrou   | 6,22           |
| Trójskok                  | Paraskeví Papahrístou  | 14,28          |
| Pchnięcie kulą            | Hrisí Moisídou         | 15,16          |